# Clan Ramsay

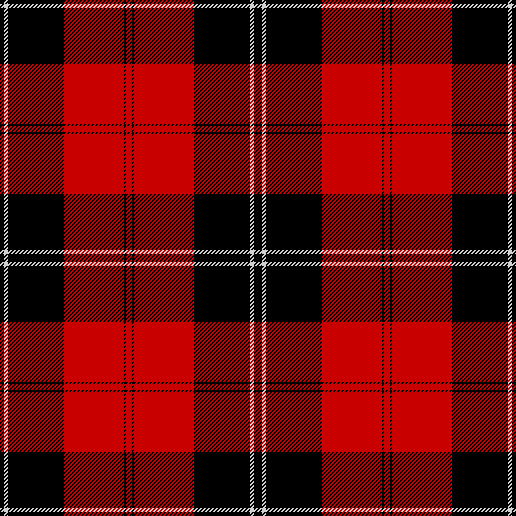
Tartan des Clan Ramsay

Der Clan Ramsay ist ein schottischer Clan aus den Central Lowlands.

## Geschichte

### Herkunft
Der Name des Clans geht vermutlich auf das Wappen der Abtei von Huntingdon aus dem 11. Jahrhundert zurück, worauf ein Rammbock im Meer (ramm in the sea) abgebildet war. Im Jahr 1124 wurde David von Schottland, Earl of Huntingdon von mehreren normannischen Adeligen begleitet, unter ihnen unter Umständen auch Symon de Ramesie. Diesem wurden von David im Jahr 1140 Ländereien in Midlothian zugesprochen.

### 13. Jahrhundert
Im 13. Jahrhundert hatten sich fünf Hauptzweige des Clans herausgebildet: Ramsay of Dalhousie, Ramsay of Auchterhouse, Ramsay of Banff, Ramsay of Forfar und Ramsay of Clatto. 1255, in der Jugend von Alexander III. gehörte William de Ramsay of Dalhousie dem Kronrat an.

### Der Clan in den schottischen Unabhängigkeitskriegen
Während der schottischen Unabhängigkeitskriegen schwor William Ramsay einen Lehenseid auf
Edward I of England. Trotzdem schloss er sich später Robert the Bruce an und zählte zu den Unterzeichnern der Declaration of Arbroath. William hatte zwei Söhne, William und Alexander. Letzterer wurde 1342 zum Sheriff von Teviotdale ernannt. Da William Douglas, Lord of Liddesdale, der Chief des Clan Douglas diesen Posten für sich beanspruchte, entführte er Alexander und hielt ihn solange auf Hermitage Castle gefangen, bis er verhungerte.
Alexanders Bruder William wurde von den Engländern während der Schlacht von Neville’s Cross gefangen genommen und überlebte die Gefangenschaft.
Im Jahr 1400 hielt einer der Nachfahren Williams, Alexander Ramsay auf Dalhousie Castle der Besatzung durch die Engländer stand.

### 16. Jahrhundert und Anglo-Schottische Kriege
Während der Anglo-Schottischen Kriege wurde ein Nachfahre Alexander Ramsays, ebenfalls mit dem Namen Alexander, bei der Schlacht von Flodden Field im Jahr 1513 getötet. Daraufhin übernahm sein Sohn Nicolas die Ländereien. Er war ein Anhänger von Maria Stuart. Nach deren Niederlage erkannten die Ramsays James I. als rechtmäßigen König an und wurden später sogar dafür ausgezeichnet, dass sie das Leben des Königs gerettet hätten.
John Ramsay, einer der Enkel von Nicolas, verhinderte im Jahr 1600 die Entführung des Königs durch den Earl of Gowrie und wurde deshalb zum Earl of Holderness erhoben.

### 17. Jahrhundert und die Rolle des Clans im Englischen Bürgerkrieg
Im Jahr 1618 wurde der Bruder des Earl of Holderness zum Lord Ramsay erhoben. Sein ältester Sohn William stellte sich gegen die religiösen Ansichten von Charles I. Infolgedessen baute er im Englischen Bürgerkrieg ein Regiment auf, mit dem er an der Schlacht von Marston Moor teilnahm. Zudem kämpfte er unter Sir David Leslie in der Schlacht von Philiphaugh. 1633 wurde Ramsay schließlich zum Earl of Dalhousie erhoben.
1666 erhielt Sir Gilbert Ramsay of Bamff, Nachkomme des Arztes von Alexander II. Neis de Ramsay, den Titel des Baronet of Nova Scotia.

### 18. und 19. Jahrhundert
Die verschiedenen Zweige des Clans nahmen an allen Feldzügen des 18. und 19. Jahrhunderts teil. So waren sie in Europa, in Kanada und in Indien tätig. George Ramsay, 9. Earl of Dalhousie etwa hatten zwischen 1819 und 1828 den Posten des Governor General of British North America inne. Von 1829 bis 1832 war er Oberbefehlshaber der britischen Truppen in Indien. Sein Sohn James Broun-Ramsay, 1st Marquess of Dalhousie war von 1847 bis 1856 Generalgouverneur und Vizekönig von Indien. Für seine Verdienste erhielt er 1849 den Titel des Marquess of Dalhousie, welcher aber mit seinem Tod 1860 wieder erlosch. Der Titel des Earl of Dalhousie wurde aber an seinen Cousin vererbt, von welchem er auf die Vorfahren des heutigen Earl of Dalhousie überging.
Auch aus den anderen Zweigen gingen hochgestellte Adelige hervor. So heiratete Alexander Ramsay, der jüngere Sohn von Arthur George Maule-Ramsay, 14. Earl of Dalhousie mit Patricia of Connaught eine Enkelin von Königin Victoria. Aus dieser Ehe ging ein Sohn hervor, Alexander Ramsay of Mar. Nach seiner Heirat mit Flora Fraser, 21. Lady Saltoun gehörten er und seine Frau auf Wunsch des Königshauses zur königlichen Familie.
Sir John Ramsay of Balmain wurde 1485 zum Lord Bothwell erhoben. Dieser Titel wurde ihm drei Jahre später jedoch wegen Hochverrats wieder aberkannt und später dem Clan Hepburn zugesprochen. Der Zweig der Ramsays of Balmain konnte sein Ansehen aber wiederherstellen, indem ihm zunächst 1625 und dann 1806 der Titel eines Baronets zuerkannt wurde.

### Weitere Leistungen
Der Clan zeichnete sich jedoch nicht nur durch Fähigkeiten im militärischen Bereich aus. Andrew Ramsay verließ Schottland 1708 und ging nach Frankreich. Dort machte er bald durch wissenschaftlichen Fähigkeiten auf sich aufmerksam und lehrte am Hof des französischen Königs. Dieser nahm ihn als Ritter in den Lazarus-Orden auf. In der Folge unterrichtete Ramsay eine Zeit lang sowohl Charles Edward Stuart als auch Henry Benedict Stuart.
Der Schriftsteller Allan Ramsay und sein nach ihm benannter Sohn der Maler Allan Ramsay entstammten dem Clan Lairds of Cockpen.

### Der Clan heute
Simon Ramsay, 16. Earl of Dalhousie starb 1999 im Alter von 84 Jahren. Sein Sohn James Hubert Ramsay, der heute den Clan führt, war als Investmentbanker in London tätig und ist seit 2009 Lord Steward of the Household.

## Clanburgen
- Dalhousie Castle, bis Anfang des 20. Jahrhunderts Sitz des Chief von Clan Ramsay, wird seit 1972 als Hotel genutzt.
- Brechin Castle seit Anfang des 20. Jahrhunderts Sitz des Chief von Clan Ramsay

## Symbole
Die Angehörigen des Clans dürfen sowohl ein schottisches Wappen, als auch ihr Clanabzeichen tragen. Auf ersterem ist in der Regel das Wappen des Chiefs und dessen Wahlspruch abgebildet, umgeben von Band und Schnale. Das Clanabzeichen besteht dagegen aus dem Bild einer gewöhnlichen Pflanze. Beim Clan Ramsay handelt es sich hier um eine blaue Glockenblume.
Das vom Clan verwendete Tartanmuster geht auf einen Eintrag im Vestiarium Scoticum aus dem Jahr 1842 zurück. Obwohl dieses Buch als Fälschung aus der viktorianischen Zeit entlarvt wurde, dient seine Beschreibung noch heute als Vorlage für den Tartan des Clans.

## Ausbreitung
Joan (Hans, Johan) Ramsey trat 1577 in schwedische Dienste. seine Familie wurde im Jahre 1634 bei der Adelsklasse der schwedischen Ritterschaft (Nr. 215). Anders Edvard Ramsay wurde 1856 anlässlich der Kaiserkrönig Alexanders II. in den russischen Freiherrnstand erhoben und 1857 bei der Freiherrnklasse der finnischen Ritterschaft (Nr. 40) introduziert.